# Kladivo na čarodějnice 1986–1989 (album)
Kladivo na čarodějnice 1986–1989 je album kapely Törr vydané v roce 1993. Obsah alba je výběrem z let 1986 až 1989.

## Seznam skladeb
1. Armageddon
2. Kladivo na čarodějnice
3. Kult ohně
4. Válka s nebem
5. Exorcist
6. Ďáblův dech
7. Rock 'n' Roll
8. Život a smrt
9. Fuck, Fuck, Fuck

## Album bylo nahráno ve složení
- Ota Hereš – kytara, zpěv
- Vlasta Henych – baskytara, zpěv
- Milan Háva – bicí
- Martin "Melmus" Melmuka – bicí – 7,9
- Pavel Kohout – sbory